# Naumburški mojster
Naumburški mojster (tudi mojster iz Naumburga) je ime neznanega kiparja iz srednjega veka. Delal je sredi 13. stoletja in velja za enega izmed mojstrov te dobe. Njegove skulpture sodijo med najpomembnejša umetniška dela evropskega srednjega veka.
Naumburški mojster se je najverjetneje učil v severni Franciji, ko je tam že cvetela visoka gotika. Do leta 1225 je bil verjetno aktiven v Noyonu, Amiensu in Reimsu, kasneje morda v Metzu. Od približno leta 1230 je delal v Mainzu na stolnici, kjer je ustvaril edino fragmentarno ohranjeno zahodno korno pregrado. V ta namen je bil izdelan tudi njegov relief, ki je bil narejen okoli leta 1240. Danes je v župnijski cerkvi v bližini Koblenza in je postal znan kot Bassenheimski jezdec. Nato se je odpravil naprej proti vzhodu. Zahodni kor Naumburške stolnice z dvanajstimi figurami donatorjev in zgornjim zaslonom korne pregrade velja za njegovo glavno delo, zato je bil imenovan za mojstra Naumburga. Njegovi delavnici pripisujejo tudi ustanovitelje in pokrovitelje v Meissenski stolnici.

## Posamezni vidiki dela Naumburškega mojstra
Ko je Naumburški mojster prišel v Naumburg, je bila nova zgradba stolnice, ki se je začela graditi okoli leta 1210, skoraj dokončana. Okoli leta 1245, morda celo okoli leta 1250, se je začela gradnja zahodnega kora. Leta 1249 so škof Dietrich II. in kapitelj pozvali k donacijam za dokončanje stolnice, torej za nadaljevanje gradnje ali gradnjo zahodnega kora, ki je bil morda končan okoli leta 1257. Datacija kiparskih del v sedanjih raziskavah se običajno giblje med drugo polovico 1240 in letom 1250.
Gradnja zahodnega kora se je začela z gradnjo poligona. Korna pregrada je bila narejena šele, ko je bil zahodni kor strukturno povezan s pozno romansko stolnico. Nova zgradba je skladna z novim, zgodnjim gotskim slogom, opremljena z bogatimi, realističnimi listnimi kapiteli. 

### Križanjein reliefipasijona
Skupina Križanje stoji neposredno na vhodu v kor. Levo in desno od navpične prečke sta dva prehoda v notranjost kora. Ko se vstopi v zahodni kor, se gre pod iztegnjeno Kristusovo roko, mimo stranskih figur Marije in Janeza Krstnika. Na Kristusovi glavi so relikvije. Na parapetu odra so reliefno upodobljene podobe iz Pasijona. V pedimentu v središču je v štirih vrstah štukaturni relief, ki prikazuje Kristusa kot sodnika sveta, obkrožen z arma Christi.
Reliefi prikazujejo pasijon na dramatično ganljiv, preganjajoč in realen način. Naumburški mojster je pozoren tudi na realističen globinski učinek.
Podrobno so prikazani (od juga do severa): Zadnja večerja, Izdaja Jude, zajetje Kristusa, zanikanje Kristusa s strani Petra (ne kot relief, ampak kot skupina oseb: Peter in služkinja ter dva vojaka, levo in desno od zatrepa), Kristus pred Pilatom, Bičanje in nošenje križa. Slednja dva reliefa sta kopiji, saj je izvirnike leta 1532 močno poškodoval požar.

### Figure donatorjev
Nekatere figure donatorjev iz grillenburgškega peščenjaka so podpisani. Ostalih se ne da varno identificirati.
Po skupinah, ki jih ločujejo oboki v zahodnem koru, so glavni ustanovitelji - na severu mejni grof Ekkehard (podpisan) in Uta, na jugu mejni grof Hermann in Reglindis. Bolj ali manj zagotovo so identificirani štirje liki, ki so v zadnjem delu kora opremljeni z napisi: Dietmar, Syzzo (iz Kevernburga), William iz Camburga in Thimo iz Kistritza. Štiri figure na stenah ni varno določiti.
Ernst Schubert je razvil tezo, da so bile figure ustanoviteljev narejene kot nadomestek grobnic darovalcev, zapuščenih med poznoantično gradnjo stolnice in v zgodnji romanski kolegijski cerkvi. Holger Kunde z novimi dokazi nedavno ni obnovil te teze.
Podobe grofovskih parov in kipi na poligonu so bili izdelani enotno. Zaradi tega se že večkrat domneva, da mojster iz Naumburga ni bil le ustvarjalec figur in najpomembnejši kipar, temveč tudi mojster graditelj, odgovoren za zahodni kor. Da je poleg njega na figurah delalo tudi nekaj kamnosekov, je tudi že večkrat nakazano.

### Škofova grobnica in diakon
Naumburškemu mojstru v stolnici poleg zgoraj omenjenih skulptur pripisujejo še škofovo grobnico v vzhodnem koru in 'diakona', ki sta tam postavljena še danes. Grobnica prikazuje škofa Dietricha II. iz Naumburga, graditelja zahodnega kora in dokončanje stolnice 13. stoletja. Dodelitev velja za varno; je bila prejšnja identifikacija groba škofa Hildewarda prepričljivo ovržena. Postavitev grobnice govori tudi v prid Dietricha: kot graditelj in dovršitelj stolnične zgradbe je dobil najuglednejše mesto v cerkvi neposredno pred glavnim oltarjem. Figura diakona je pravzaprav bralni pult. Tukaj izbrana slikovna rešitev je bila večkrat posnemana.

### Bassenheimski jezdec
Druga umetnina, ki jo pripisujejo mojstru iz Naumburga, je Bassenheimski jezdec, portret konjenika, ki prikazuje legendo o plašču Svetega Martina Tourskega z beračem. Relief je nastal okoli leta 1240 za zahodno korno pregrado iz stolnice v Mainzu. Ko so korno pregrado leta 1683 razbili, ga je kanonik Waldbott von Bassenheim prinesel v rodno mesto, kjer je zdaj pritrjen nad stranskim oltarjem župnijske cerkve.

## Druga umetnost
Pred kratkim je Wolfgang Hartmann trdil, da je Naumburški kanonik magister Petrus von Hagen vzpostavil povezavo z izjemnim umetnikom. Nedavne študije Volkerja Seiferta  in Holgerja Kundeja  so neodvisno prišle do enakega zaključka. Naumburški mojster je zaslužen tudi za grob viteza Hermanna von Hagena, ki je bil ohranjen v stolnici Merseburg in je bil dokazno brat magistra.
Nadalje je Horburška Madona pripisana mojstru iz Naumburga.

## Pomen
Naumburški mojster je ena najpomembnejših umetniških osebnosti visokega srednjega veka. Čeprav je v virih zaznavno, raziskave zaradi njegovega značilnega sloga omogočajo, da kipe dodeli več velikim cerkvam. Ali je kipe izdelal sam ali je sodeloval z drugimi kamnoseki ni jasno; prav tako je negotovo ali je sam izdelal Meissenske figure, ki so nastale po sredini 13. stoletja. Dejavnost mojstra v Merseburgu, Naumburgu in Meissnu je tesno povezana s spremembo sloga iz pozne romanske v zgodnjo gotiko. Znotraj del, dodeljenih mu in njegovi delavnici, se razvija slog do visoke gotike, ki se začne v srednji Nemčiji okoli leta 1260. Ta razvoj je že mogoče opaziti v zadnjih delih, narejenih v Naumburgu, na primer pri skupini Križanje in svoj zaključek doseže v Meissnu. Dejavnost mojstra je povzročila bogato nasledstvo v osrednji Nemčiji.